# Sodomie

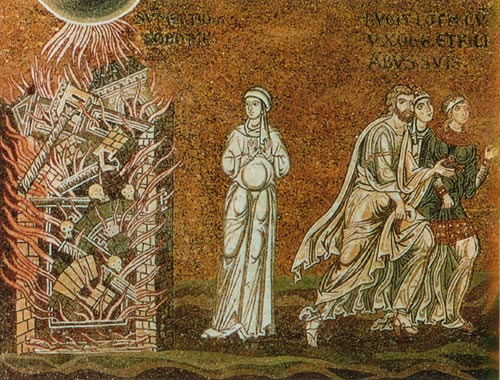
Die Zerstörung von Sodom (Mosaik, 12. Jahrhundert)

Mit dem Begriff Sodomie (von neulateinisch Sodomia) wurde in der christlichen Kultur ab dem Mittelalter bis in die frühe Neuzeit jegliche sexuelle Handlung beschrieben, die nicht der Fortpflanzung dient. Abhängig von der vorherrschenden Sexualmoral der jeweiligen Zeit und Kultur wurden und werden Formen der Sodomie unter Strafe gestellt. Während in anderen Sprachen die von Sodomia abgeleiteten Begriffe heute hauptsächlich den Analverkehr bezeichnen, steht Sodomie im modernen deutschen Sprachgebrauch überwiegend für sexuelle Praktiken mit Tieren (Zoophilie; lat. Sodomia bestialis).

## Begriffsgeschichte im Deutschen
Der Begriff ist an die biblische Sodom-Überlieferung angelehnt. Sodom erscheint in fast allen biblischen Nennungen als Inbegriff einer „sündigen“ Stadt. Ein Beispiel von vielen: „Aber die Leute zu Sodom waren böse und sündigten sehr wider den HERRN.“ (Genesis 13,13 ). Anknüpfungspunkt für den Sodomie-Begriff ist Genesis 19,5-9 , wo im Kontext der Zerstörung Sodoms eine versuchte homosexuelle Vergewaltigung durch die Männer von Sodom geschildert wird.
Die Geschichte des Begriffes Sodomie im Deutschen ist durch eine starke Bedeutungsverengung gekennzeichnet. Während Sodomie heute nur noch sexuelle Handlungen mit Tieren bezeichnet, stand der Begriff im christlichen Mittelalter und der frühen Neuzeit noch für eine ganze Reihe von sexuellen Praktiken mit Nichtchristen bzw. Tieren, die nicht der Fortpflanzung dienten und daher kirchenrechtlich als „widernatürlich“ bzw. pervers angesehen wurden. So heißt es in einem Beschluss des Konzils von Arles 1275: „[…] die sich im unbesonnenen Übermut vornehmen, mit einer Jüdin, einer Sarazenin oder einem wilden Tier zu verkehren oder sonst etwas gegen die Natur gerichtetes […]“. Im Mittelalter und der frühen Neuzeit wurden „Sodomiten“ strafrechtlich verfolgt und mit öffentlicher Zurschaustellung, Folter, Exil oder dem Tode bestraft. Auch neuzeitliche Strafrechtskodifikationen von der Constitutio Criminalis Carolina (§ 116) bis zum Reichsstrafgesetzbuch (§ 175) erfassten homosexuelle Beziehungen zwischen Männern und sexuelle Beziehungen zu Tieren regelmäßig in ein und demselben Paragraphen. Im Zuge der Enttabuisierung der Sexualität sind die ursprünglichen weiteren Bedeutungen des Wortes bis auf den sexuellen Kontakt zu Tieren allmählich verloren gegangen. Als wissenschaftlicher Begriff für sexuelle Handlungen mit bzw. sexuelle Attraktion zu Tieren hat sich mittlerweile die Bezeichnung Zoophilie durchgesetzt.

## In anderen Sprachen
In anderen Sprachen bezeichnen die von Sodomia abgeleiteten Begriffe heute hauptsächlich den Analverkehr im Allgemeinen.
Im Französischen versteht man unter sodomie jegliche Penetration des Anus im sexuellen Kontext und auch das Verb sodomiser ist gebräuchlich. Geschlechtlichen Kontakt mit Tieren bezeichnet man im Französischen als zoophilie.
Auch im Englischen wird mit sodomy gewöhnlich der Analverkehr zwischen zwei Männern oder zwischen Mann und Frau bezeichnet, und auch das Verb to sodomize ist üblich. Jedoch kann die Bedeutung auch Sexualpraktiken wie Oralverkehr umfassen, d. h. jede sexuelle Handlung, die nicht heterosexueller Vaginalverkehr ist. Für den Verkehr mit Tieren steht im Englischen eher der Begriff bestiality (von lat. bestia ‚Tier, Bestie‘).

## Jüdische Überlieferungen
Gemäß einer Überlieferung in der Mischna bestand die Sünde Sodoms neben der öffentlich und gewalttätig ausgeübten Homosexualität auch in der Verweigerung der Gastfreundschaft. Dies kommt in der Redewendung Was mein ist, ist mein, und was dein ist, ist dein zum Ausdruck, die in den Sprüchen der Väter den Bürgern Sodoms zugeschrieben wird.

## „Kultursodomie“ nach Sigusch
2005 führte der Sexualwissenschaftler Volkmar Sigusch in seinem Buch Neosexualitäten den Begriff der „Kultursodomie“ ein, um die Bedeutung von Mensch-Tier-Beziehungen im Sinne einer „Neoallianz“ bzw. einer Liebes- und Lebensbeziehung in den reichen Ländern des Westens zu betonen.